# Obispo Ramos de Lora
Pour les articles homonymes, voir Obispo.
Obispo Ramos de Lora est l'une des vingt-trois municipalités de l'État de Mérida au Venezuela. Son chef-lieu est Santa Elena de Arenales. En 2011, la population s'élève à 24 774 habitants.

## Géographie

### Subdivisions
La municipalité possède deux paroisses civiles et une parroquia capital, traduite ici par « capitale » (en italiques et suivie d'une astérisque) avec, chacune à sa tête, une capitale (entre parenthèses) :
- Capitale Obispo Ramos de Lora * (Santa Elena de Arenales) ;
- Eloy Paredes (Guayabones) ;
- San Rafael de Alcázar (San Rafael de Alcázar).